# ニコラス・カスティージョ
ニコラス・イグナシオ・カスティージョ・モラ（Nicolás Ignacio Castillo Mora 、1993年2月14日 - ）は、チリ・サンティアゴ出身のサッカー選手。ポジションはフォワード。

## クラブ経歴
子供時代からウニベルシダ・カトリカの熱狂的サポーターで、12歳で同クラブの下部組織に入団した。
2011年末のCDコブレロア戦で84分から途中出場しプロデビューを果たした。試合には2-0で勝利した。
U20ワールドカップでの活躍を受け、チリ代表のチームメイトであるアンジェロ・エンリケスが所属するマンチェスター・ユナイテッドFCからの関心が伝えられたが、移籍が実現することはなかった。
2014年1月、ジュピラー・プロ・リーグのクラブ・ブルッヘに移籍。移籍金は300万ユーロと報じられた。デビュー戦となったKRCヘンク戦でいきなりゴールを挙げ、3-1の勝利に貢献した。2014年11月のKVCウェステルロー戦で初ハットトリックを達成。
2015年1月、1.FSVマインツ05に買い取りオプション付きでレンタル移籍。ところが右膝を負傷しわずか1試合の出場に終わった。
2015年8月27日、フロジノーネ・カルチョにレンタル移籍。
2018年6月4日、SLベンフィカに移籍することが発表された。
2019年2月1日、クラブ・アメリカに移籍した。

## 代表歴
2013 FIFA U-20ワールドカップにチリ代表の一員として参加した。カスティージョはチーム最多の4ゴールを挙げた。
2013年3月の2014 FIFAワールドカップ・南米予選・ペルー戦で70分にジャン・ボーセジュールと交代し初キャップ。試合には0-1で敗れた。
2016年のコパ・アメリカ・センテナリオにも参加した。PK戦までもつれた決勝のアルゼンチン戦では3番目のキッカーとして成功させ、2度目の大会制覇に貢献した。

## タイトル

### クラブ
ウニベルシダ・カトリカ
- プリメーラ・ディビシオン (2): 2015–16,  2016–17
- コパ・チレ (1): 2011
- スーペルコパ・デ・チレ (1): 2016

クラブ・ブルッヘ
- ベルギー・カップ (1): 2014–15

ベンフィカ
- プリメイラ・リーガ (1): 2018–19

クラブ・アメリカ
- コパ・メヒコ (1): 2019C
- カンペオン・デ・カンペオーネス (1): 2019

### 代表
- コパ・アメリカ: 2016